# Sapropel
Sapropel (z rečtiny σαπρός – shnilý, πηλός – kal, bahno; nebo též hnilokal) je organické bahno (kal) vzniklé rozkladem odumřelých vodních organismů. Sapropel je výchozí látka pro vznik přírodních uhlovodíků jako je zemní plyn a ropa. Sapropel je zpravidla bohatý na řasy, spory a pylová zrna. Příměs sapropelu způsobuje tmavé zabarvení (sapropelitický jíl, vápenec). Hornina, jejíž hlavní složkou je sapropel, se nazývá sapropelit, je hořlavá a patří ke kaustobiolitům. Sapropel se také vyskytuje jako usazenina z odumřelých organizmů na dně nádrží. Tato odebraná vyhnilá část rybničního, říčního nebo jiného sladkovodního dna se mnohdy využívá pro zúrodnění půdy.

## Popis a zbarvení
Sapropel je rosolovitá nebo zrnitá hmota bez zápachu od růžové přes hnědo-olivovou až téměř k černé či červené barvě. Barva sapropelu indikuje přítomnost určitých organických a anorganických složek. Například sapropel s olivovým zabarvením obsahuje chlorofyl, růžová karoteny nebo mangan, modrá vivianit, černá železo a šedá jíly či vápno. Při kontaktu se vzduchem sapropel rychle ztrácí svou původní barvu: buď tmavne, nebo naopak nabírá světlejší odstín. Po vysušení ztvrdne a nejde rozmočit.

## Složení
Sapropel se skládá z pozůstatků organizmů, které obývaly podmořské prostředí (fytoplankton a zooplankton) a jeho povrch mořské hladiny (zejména vyšší vodní rostliny, například makroﬂóra) a také z produktů, jejich rozkladu spolu s rozpuštěnými látkami a minerální částic. Formování sapropelu je ovlivňováno biochemickými, mikrobiologickými a mechanickými procesy. Jedná se o agrominerální komplex látek. V sapropelu nejdeme volné radikály.

### Organická část
Základní složení organických látek sapropelu je následující: uhlík 53 až 60 %; kyslík 30 až 36 %; vodík 8,6 %; síra 1,5 až 3 % a do 6 % dusíku. Organická část sapropelu obsahuje 3 až 11 % asfaltu a 40 % humusu či jiné biologicky aktivní látky. Organická hmota v sapropelu:
- aminokyseliny: kyselina asparagová, glutamová, alanin, arginin, glycin, histidin, serin, tyrosin, cystein

- esenciální aminokyseliny: valin, isoleucin, leucin, lysin, methionin, threonin, tryptofan, fenylalanin

- vitamíny: vitamín B1, B2, B3, B5, B6, B12, C, D, E

- enzymy: kataláza, reduktáza, peroxidáza, proteáza

- biologicky aktivní komponenty: antiseptická činidla, hormony, antibiotika

### Minerální část
Minerální část sapropelu obsahuje velké množství stopových prvků jako jsou: Co, Mn, Cu, B, Br, Mo, V, Cr, Be, Ni, Ag, Sn, Pb, As, Ba, Sr, Ti. Vápenatý sapropel obsahuje přechodné formy železa (% sušiny): oxid železnatý (FeO) — 0,9 nebo oxid železitý (Fe2O3) — 0,8.

## Výskyt
Zvláště intenzivní výskyt sapropelu byl zjištěn v jezerech ve střední Evropě a Asii. Na americkém kontinentu se ložiska sapropelu omezují na oblasti Velkých jezer (Kanada a USA). V západní Evropě jsou zdroje sapropelu vyčerpány. Naleziště obsahující sapropel jsou typická pro Německo, Polsko, Skandinávii, a v menší míře také Francii a Velkou Británii. Velká ložiska sapropelu se nacházejí v Litvě, Bělorusku, na Ukrajině a v Rusku. V roce 2010 se vývoz sapropelu z Ruska zvýšil 13násobně.

### Bělorusko
Celkové zásoby sapropelu v Bělorusku se odhadují na 3,7 (podle jiných zdrojů na více než 4) miliardy krychlových metrů. Z toho 2,7 miliardy krychlových metrů se nachází v jezerech a asi miliarda krychlových metrů v rašelinových sedimentech. V Brestské oblasti se nachází 139 milionů krychlových metrů sapropelu.
Mohutnost sedimentů sapropelu v jezerech činí 2 až 12 m, v některých místech až 30 m (jezero Sudablje, Smaljavický rajón). Největší ložisko sapropelu v Bělorusku se nachází na jezeře Dzikaje v Dzjatlaŭském rajónu. V nejbližších letech se má podle plánů státního programu „Rašelina“ těžba sapropelu pro zemědělské účely zvýšit 4krát až 5krát. Největší objem plánovanového navýšení se týká Brestské, Vitebské a Homelské oblasti.

### Rusko
V Rusku existuje asi 10 000 ložisek sapropelu. Ruská federace, které vlastní zásoby čítající 2,6 miliardy tun, zaujímá v tomto směru jedno z předních míst na světě. Nyní v Rusku existuje více než dvacet společností pro těžbu a zpracování sapropelu.